# Tisandros z Naksos
Tisandros z Naksos (gr. Τίσανδρος) – starożytny grecki bokser, olimpijczyk.
Pochodził z miasta Naksos na Sycylii. Zwyciężył w zawodach bokserskich na igrzyskach olimpijskich cztery razy z rzędu, w 572, 568, 564 i 560 p.n.e. Zgodnie z przekazami swoją tężyznę zawdzięczał ćwiczeniom pływackim w morzu.